# Willie Batenburg
Willie Batenburg (Zaltbommel, 27 juli 1927 – Rotterdam, 28 januari 2000) was een kleine anonieme artiest uit Dordrecht met een banjo totdat hij ontdekt werd door een paar medewerkers van Radio Rijnmond. Zijn muziek werd vanaf dat moment regelmatig gedraaid op deze zender en Willie groeide uit tot een lokale volksheld. Er kon duizend gulden gewonnen worden door de luisteraar die in de uitzending de woorden van Willie precies mee kon zingen.
In 1993 en 1994 scoorde Willie een aantal hits, waarvan de bekendste Oene Maine Matsj Tirol was. Daarnaast scoorde hij een hit met het kerstnummer Willie's kerstfeest. Hij was zo klein als een 'onderdeurtje' en trad op in lederhose. Willie zong in een door hemzelf verzonnen brabbeltaaltje, een fonetische mengelmoes van diverse Europese talen en was plotseling 'de sensatie' op menig feest, waar iedereen 'meewuifde en zong'. Liveopnames zijn onder anderen te vinden op de "Willie's D-Day" cd uit 1994.
Willie was ook een trouw supporter van voetbalclub Feyenoord, 'Huppie, huppie, huppie, Feyenoord is m'n kluppie' was zijn alternatief voor 'Hand in hand kameraden'. Met dit nummer stond hij diverse malen in een afgeladen Kuip te zingen, voorafgaand aan een wedstrijd, of tijdens de open dag. Tijdens een Feyenoord supportersavond begin 2000 werd Willie onwel, naar alle waarschijnlijkheid een hartinfarct, en is later die avond nog opgenomen in het Sint Clara Ziekenhuis. In maart 2009 werd er in Dordrecht een minimusical opgevoerd over het leven van de Dordtse cultheld.
Bekende nummers van Willie Batenburg:
- Oene Maine Matsj Tirol (1993)
- Dubbele buitenbanden
- Bloemkolen uit Rotterdam Zuid
- On de Mayo (Willie's interpretatie van 'Jambalaya')
- Rats, kuch en bonen
- Willie's kerstfeest
- Dan bij die waterkan (Daar bij de waterkant)
- Wie niet springt, wie niet springt.
- Huppie, huppie, huppie, Feyenoord is mijn kluppie